# St. Ulrich am Pillersee
St. Ulrich am Pillersee, Sankt Ulrich am Pillersee – gmina w Austrii, w kraju związkowym Tyrol, w powiecie Kitzbühel. Według Austriackiego Urzędu Statystycznego liczyła 1723 mieszkańców (1 stycznia 2015).